# Geneviève Clancy
Pour les articles homonymes, voir Clancy.
Geneviève Clancy, née le 21 janvier 1937, morte le 11 octobre 2005, est une poétesse et une philosophe française.

## Biographie

### Parcours universitaire et professionnel
Geneviève Clancy est docteur d'État en philosophie, professeur de philosophie et d'esthétique à l'UFR 04 de l'Université Paris 1 Panthéon-Sorbonne. Elle fut l'élève de Gilles Deleuze, avec qui elle publia sa thèse : De l'Esthétique de la Violence. À propos de cette thèse sur la violence, Gilles Deleuze a écrit : « C'est la recherche d'une violence qui ne se réduit pas à celle qu'on peut représenter ou figurer, non par l'horreur mais le cri. Elle témoigne à travers ses qualités poétiques profondes d'un jeu de notions originales et riches qui apportent beaucoup à la réflexion esthétique. » Elle fut également l'élève de Maurice de Gandillac.
Alain Jouffroy écrit : « 1971 fut l'année d'apparition du Manifeste électrique, qui révéla principalement deux poètes : Michel Bulteau, et Matthieu Messagier, précédés, de peu, par les poètes d'un futur Manifeste froid : Jean-Christophe Bailly, Yves Buin, Serge Sautreau, André Velter, mais aussi par Bernard Noël, Denis Roche, Marcelin Pleynet et Geneviève Clancy.» Elle a été la directrice, avec Emmanuelle Moysan, de la collection de Poètes des cinq continents à la Maison d'éditions L'Harmattan où elle révéla de nombreux poètes. Elle fut aussi, en 1981, la cofondatrice du CICEP (Centre international de créations d'espaces poétiques) avec Jean-Pierre Faye, Philippe Tancelin (son frère) et Stéphanette Vendeville. Ce centre s'illustre par de nombreuses manifestations, créations originales et séminaires autour de la rencontre de la poésie et des arts.

### Activité associative
Très jeune, elle ancre sa réflexion philosophique et son écriture poétique au creux de l’histoire mouvementée des luttes des exclus et des opprimés. Ses engagements sans relâche, aux côtés des Algériens, puis des Palestiniens, trouvent également leurs résonances en France au sein des luttes pour le droit et la dignité des travailleurs immigrés, pour qui elle fonde dans les années 73, le Comité de Défense de la vie et des droits des travailleurs immigrés (CDVTI) qui remportera un certain nombre de succès sociaux, politiques pour l’élargissement des droits fondamentaux.

## Création
Geneviève Clancy ne sépare pas sa poésie de ses engagements idéologiques. Ses nombreuses publications poétiques dans la revue «CHANGE» et jusqu’à ce jour à L’Harmattan dont elle dirigera la collection Poètes des cinq continents, en témoignent. La question du rapport entre philosophie et poésie viendra peu à peu au centre de son œuvre en particulier avec « Esthétique de la violence », « Esthétique du Devenir », « Esthétique de l’ombre », « Cahiers de la nuit » et son dernier recueil de poèmes « Notre-Dame des Présences ».

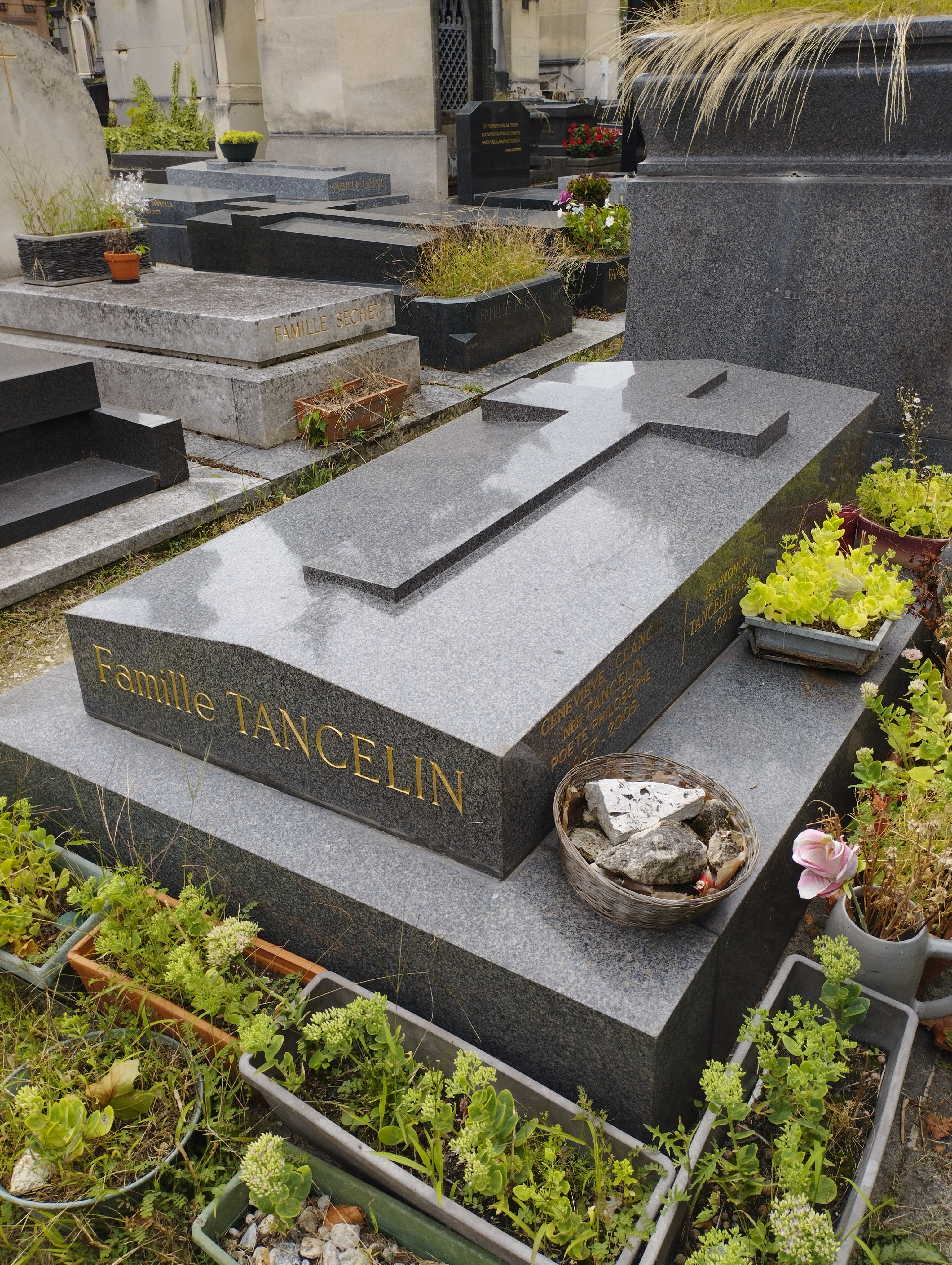
Tombe de Geneviève Clancy au cimetière du Montparnasse (division 10).

Selon Philippe Tancelin, la poésie radicale et oxymorique de Geneviève Clancy « invente ce corps toujours inassouvi des mots à leur désir de commettre l'irréparable nomination. » Pour Serge Venturini, sa poésie lumineuse et incandescente accueille l'Autre, «…quand l'œil dans la nuit devient soleil » (Cahiers de la Nuit, 4e de couv.). Elle fut, selon la formule de Philippe Tancelin, la « grande sœur des hauts plateaux d'exigence ». Il offre un haut et douloureux témoignage de sa sœur dans son livre Poétique de l'Inséparable. Geneviève Clancy était l'amie du poète Adonis, comme en témoignent ces lignes : « J'ai rencontré Geneviève Clancy, une Algérienne française, à l'esprit occidental et au cœur arabe. Sa poésie tournait autour de la liberté et de l'indépendance. » 

Outre ses nombreux engagements de « poète civil » et de militante pour la liberté des opprimés, elle anima jusqu'à ses dernières heures des ateliers de création poétique avec les « sans droit » au sein de l'association ATD Quart Monde.
Elle est inhumée au cimetière du Montparnasse (division 10).

## Publications
- Fête couchée, Éditions Seghers, 1973
- Tiers-Idées, Hachette, Coll. Dès à Présent, 1977
- Fragments-Délits, Éditions Seghers, Coll. Textes fous, 1979
- Réseaux, Éditions Silex, 1984
- L'Été insoumis, avec Philippe Tancelin, (1970-1984), L'Harmattan, collection Poètes des cinq continents, 1985
- Le Bois de vivre, Éditions L'Harmattan, collection Poètes des cinq continents, 1996
- L'Esthétique de l'Ombre, avec Philippe Tancelin, L'Harmattan, collection Poètes des cinq continents, 1998
- L'Esthétique du Devenir, L'Harmattan, collection Poètes des cinq continents, 1999.
- Vents de présences, L'Harmattan, collection Poètes des cinq continents, 2002.
- De l'Esthétique de la Violence, Réédition Comp'Act, 2004 (thèse avec Gilles Deleuze)
- L'art du regard, essai philosophique, Éditions de Champtin, Coll. L'art du regard, 2004
- Cahiers de la Nuit, L'Harmattan, collection Poètes des cinq continents, 2004
- Aphorismes, L'Harmattan, collection Poètes des cinq continents, 2005
- La question aux pieds nus (pièce de théâtre avec Philippe Tancelin), suivi de En passant par Jénine, L'Harmattan, collection Poètes des cinq continents, 2007
- La création artistique face aux nouvelles technologies, Éditions Klincksieck 2007, (ISBN 978-2252035962)
- Notre-Dame des Présences, L'Harmattan, collection Poètes des cinq continents, octobre 2008

## Essais critiques, articles, études, hommages
- Deux numéros des Cahiers du CICEP : numéro 11 (132 pages) et numéro 12 (184 pages) en 2006. Publiés avec le concours du Ministère de la Recherche et de l'Université Paris VIII[10].
- Geneviève Clancy, « Le passé du devenir », Le Portique, Numéro 18 - 2006, Heidegger. La pensée à l'heure de la mondialisation, 2006[11].
- À la rencontre de Geneviève Clancy, poète-philosophe de Philippe Tancelin (avec une vingtaine de participations), éd. L'Harmattan, Paris 2013.   (ISBN 978-2343006765)
- Geneviève Clancy : son enseignement d'Alexandre Massipe, éd. L'Harmattan, collection Témoignages poétiques, Paris, 2013[12].